# Edgar Hernando Tirado Mazo
Edgar Hernando Tirado Mazo MXY (ur. 22 lutego 1939 w Medellín) – kolumbijski duchowny rzymskokatolicki, w latach 2004-2015 wikariusz apostolski Tierradentro.

## Życiorys
Święcenia kapłańskie przyjął 29 listopada 1970 w zgromadzeniu misjonarzy ksawerian z Yarumal. Po święceniach przez kilka lat pracował w zakonnych placówkach w Kolumbii i Wenezueli, zaś w latach 1979-1988 pełnił funkcje m.in. radnego generalnego zakonu oraz rektora seminarium w Medellín. W latach 1991–1995 pracował jako misjonarz w Boliwii. W latach 1996–2002 był superiorem generalnym zgromadzenia misjonarzy z Yarumal. Po ustąpieniu z urzędu powrócił do Boliwii i został proboszczem parafii św. Jana Chrzciciela w Vitichi.
26 stycznia 2004 został mianowany wikariuszem apostolskim Tierradentro ze stolicą tytularną Zaba. Sakrę biskupią otrzymał 31 marca 2004. 5 czerwca 2015 przeszedł na emeryturę.